# Ріо-Дульсе
Ріо-Ду́льсе (ісп. Río Dulce) — річка на півночі Аргентини.
Ріо-Дульсе бере свій початок під іменем Гранде на півдні провінції Сальта (координати витоку 25°59′08″ пд. ш. 65°35′01″ зх. д. / 25.98556° пд. ш. 65.58361° зх. д.). Частина річки, що тече територією провінції Тукуман, має назву Салі́. У цій провінції у Ріо-Дульсе вливається багато правих приток: Лас-Каньяс, Чороморос, Віпос, Лос-Соса, Гастона, Медіна-Чико, Марапа й Ованта. Північніше Сан-Мігель-де-Тукумана на річці розташовується водосховище Кадільяль. Частина річки у провінції Сантьяго-дель-Естеро має назву О́ндо і нижче за течією — Дульсе.
Після міста Сантьяго-дель-Естеро річка поділяється на два рукави, південніший з яких має назву Саладільйо. Біля міста Лос-Теларес Саладільйо знову вливається у Ріо-Дульсе.
Нижче за течією від координат 29°48′00″ пд. ш. 62°48′00″ зх. д. / 29.80000° пд. ш. 62.80000° зх. д. у провінції Кордова річка отримує ім'я Пе́трі і впадає у Мар-Чикіта.